# POST (аппаратное обеспечение)

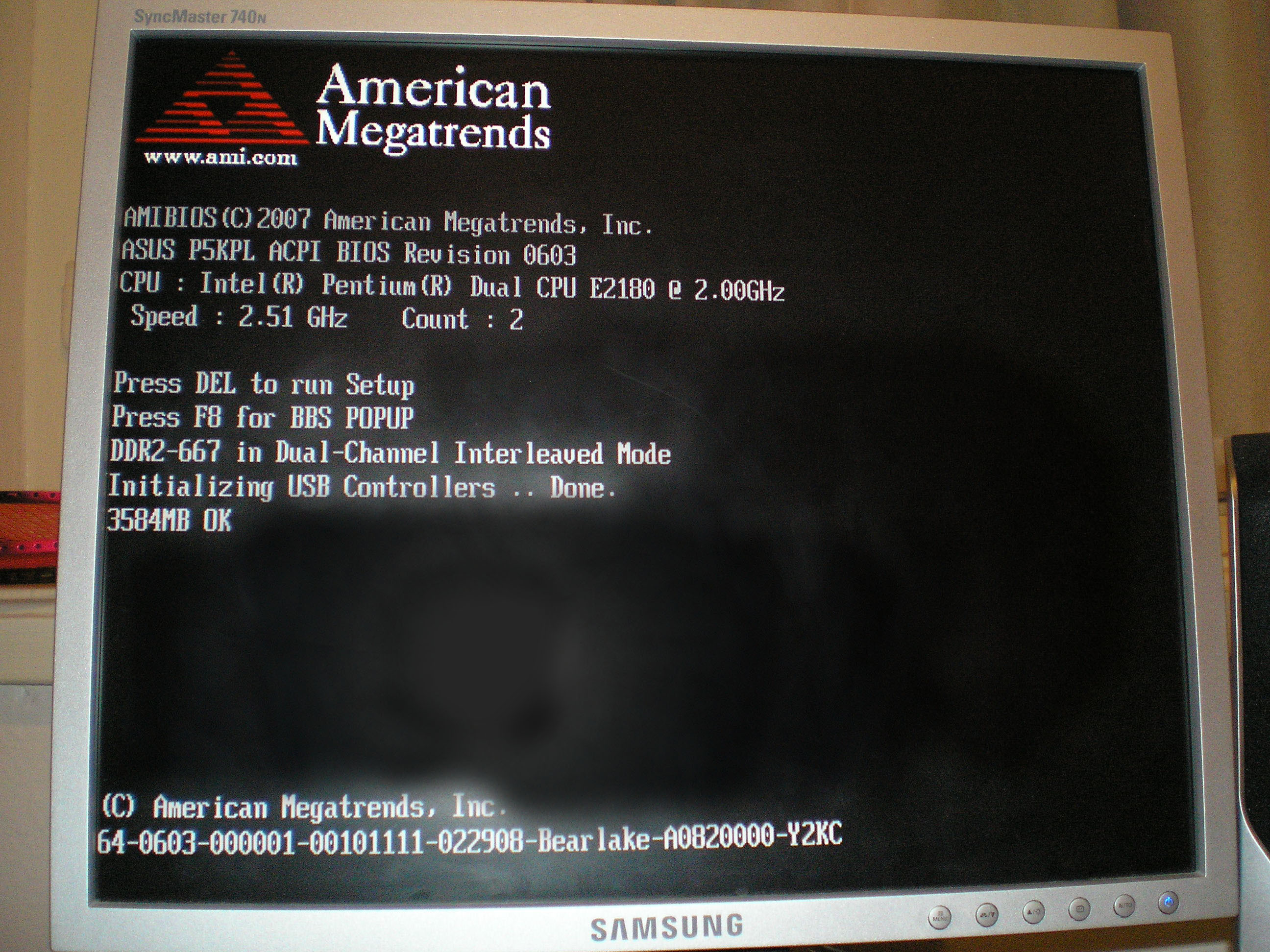
Первый этап типичной операции POST. (AMI BIOS)

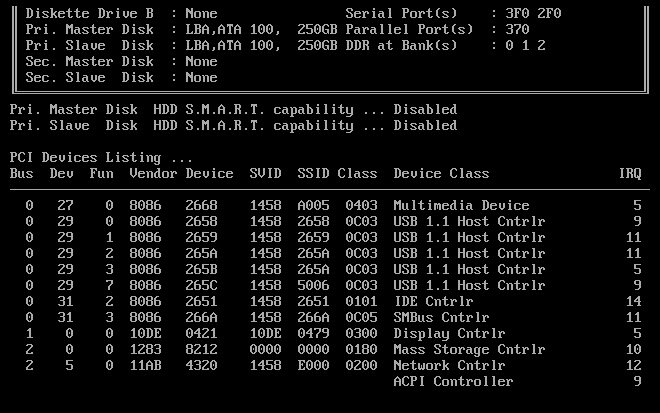
Второй этап POST. Иногда показывает 'Boot from CD'. (AMI BIOS)

POST (от англ. Power-On Self-Test — «самотестирование при включении») — проверка аппаратного обеспечения компьютера, выполняемая при его включении. Выполняется программами, входящими в BIOS/UEFI материнской платы.
Функции, аналогичные POST компьютера, характерны для многих современных электронных устройств — от ПЛК до смартфонов.
Сокращённый тест включает:
1. Проверку целостности программ BIOS в ПЗУ, используя контрольную сумму.
2. Обнаружение и инициализацию основных контроллеров, системных шин и подключённых устройств (графического адаптера, контроллеров дисководов и т. п.), а также выполнение программ, входящих в BIOS устройств и обеспечивающих их самоинициализацию.
3. Определение размера оперативной памяти и тестирования первого сегмента (64 килобайт).

Полный регламент работы POST:
1. Проверка всех регистров процессора;
2. Проверка контрольной суммы ПЗУ;
3. Проверка системного таймера и порта звуковой сигнализации (для IBM PC — ИМС i8253 или аналог);
4. Тест контроллера прямого доступа к памяти;
5. Тест регенератора оперативной памяти;
6. Тест нижней области ОЗУ для проецирования резидентных программ в BIOS;
7. Загрузка резидентных программ;
8. Тест стандартного графического адаптера (VGA или PCI-E);
9. Тест оперативной памяти;
10. Тест основных устройств ввода (НЕ манипуляторов);
11. Тест CMOS
12. Тест основных портов LPT/COM;
13. Тест накопителей на гибких магнитных дисках (НГМД);
14. Тест накопителей на жёстких магнитных дисках (НЖМД);
15. Самодиагностика функциональных подсистем BIOS;
16. Передача управления загрузчику.

Выбор между прохождением полного или сокращённого набора тестов при включении компьютера можно задать в программе настройки базовой системы ввода-вывода, Setup BIOS.
В большинстве персональных компьютеров в случае успешного прохождения POST системный динамик издаёт один короткий звуковой сигнал, в случае сбоя — различные последовательности звуковых сигналов, позволяющие определить причину неисправности.
Кроме того, BIOS генерирует код текущего состояния загрузки (и, в случае сбоя, соответственно ошибки), который можно узнать при помощи комбинации светодиодов или семисегментных индикаторов (на некоторых материнских платах), а также на POST Card, которая вставляется в слот расширения на материнской плате (либо уже встроена в неё) и отображает код ошибки на своём индикаторе.

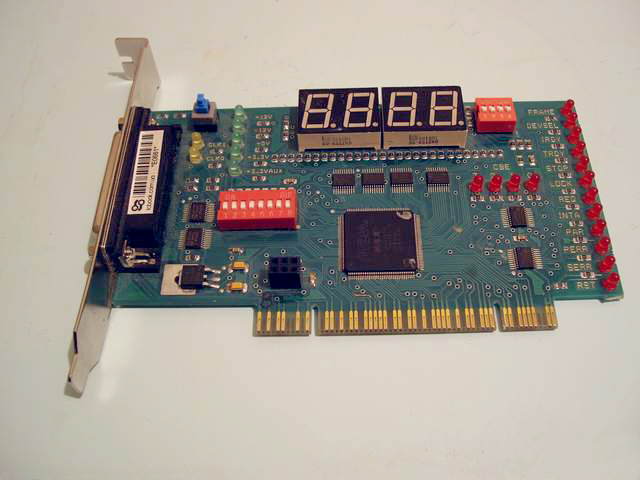
POST-карта, позволяющая диагностировать неполадки на стадии запуска компьютера

Сопоставить конкретный звуковой код, текстовое сообщение на мониторе или код POST с причиной сбоя во время загрузки компьютера можно по документации производителя BIOS, материнской платы или дополнительной платы контроллера устройства.